# Хольстен
«Хо́льстен» (нем. Holsten) — пивная торговая марка, один из ведущих международных брендов пивоваренной корпорации Carlsberg Group. Оригинальный производитель пива этой торговой марки — пивоварня Holsten-Brauerei AG из Гамбурга, Германия. Название торговой марки произошло от названия одноимённого германского племени, по которому также получила своё название историческая область Гольштейн, южная часть современной немецкой федеральной земли Шлезвиг-Гольштейн.
Самый популярный сорт Holsten Pilsener активно экспортируется во многие страны мира, производство этого пива также осуществляется некоторыми предприятиями Carlsberg Group за пределами Германии.

## История
Пивоварня Holsten-Brauerei была основана в Гамбурге в 1879 году. С самого начала работы пивоварни товарным знаком её продукции стало изображение рыцаря на коне, которое до сих пор остаётся логотипом Holsten. Новое предприятие быстро стало важным игроком на местном пивном рынке, а впоследствии наладило экспорт продукции в зарубежные страны. Уже в 1901 пивоварня основала свой первый производственный филиал за рубежом, приобретя пивоварню на окраине Лондона.
В течение 1909—1925 годов компания приобрела целый ряд пивоварен в Гамбурге и городах соседней федеральной земли Шлезвиг-Гольштейн, кроме того в 1927 году были значительно расширены и модернизированы производственные мощности собственно гамбургской пивоварни.
С началом Второй мировой войны вся пивоваренная промышленность Германии находилась в упадке, впоследствии несколько пивоварен Holsten в разных городах страны были разрушены в результате бомбардировки авиацией союзников, в частности летом 1943 года только в здание пивоварни в Гамбурге попало более 100 авиационных бомб. Восстановление пивоварни началось уже в 1946 году, однако довоенный уровень продаж пива Holsten был достигнут лишь в 1953 году.

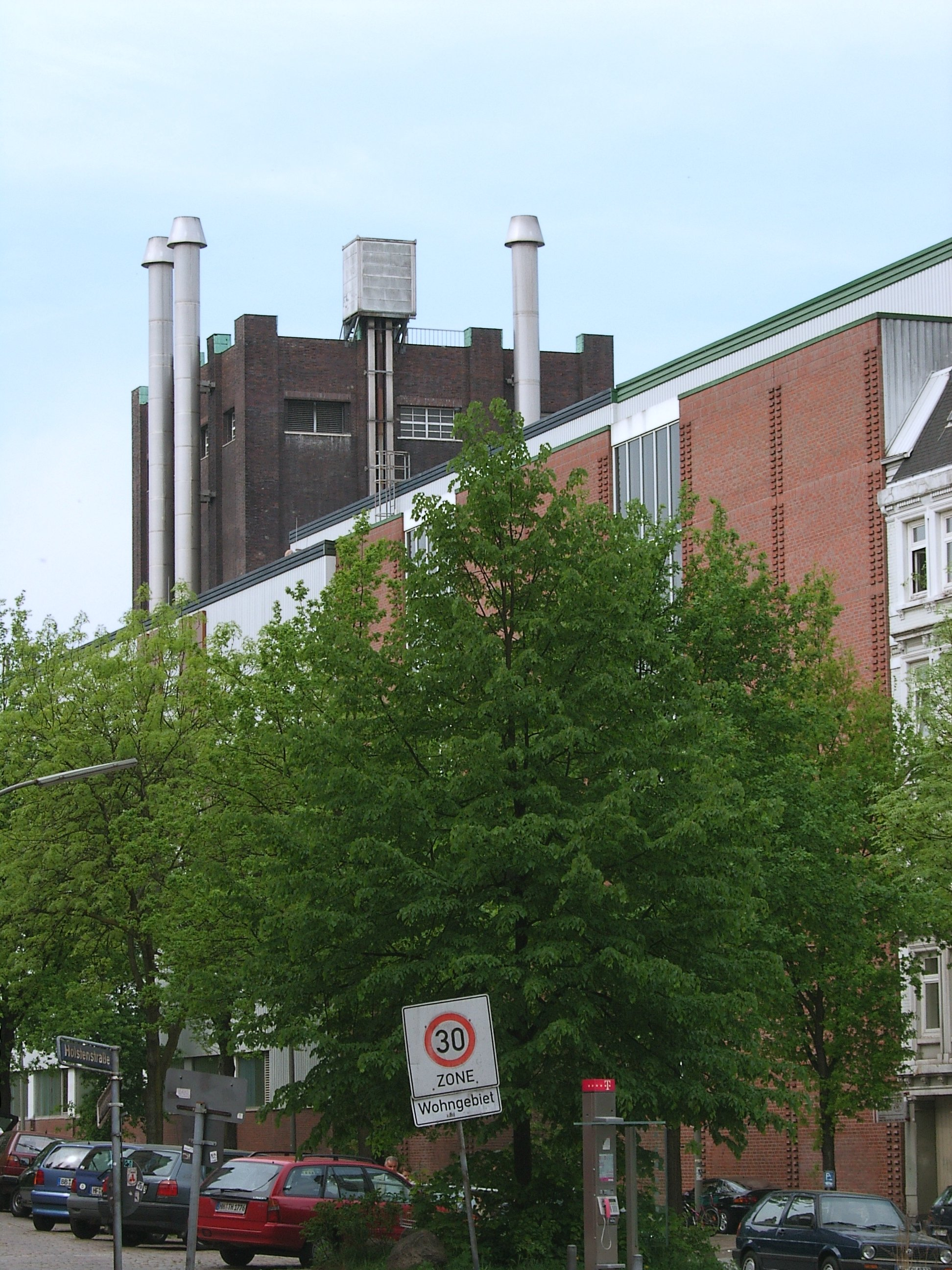
Современное здание пивоварни Holsten-Brauerei AG в Гамбурге.

Начиная с 1950-х годов компания Holsten проводила довольно активную работу по увеличению собственных пивоваренных активов за счёт приобретения целого ряда пивоварен в различных регионах Германии. Другим важным направлением деятельности стало заключение лицензионных соглашений на производство пива одноимённой торговой марки за рубежом — в 1976 году выпуск пива Holsten начался в Великобритании, впоследствии география его производства включила Венгрию и Нигерию, в 1990-е годы к этим странам присоединились Китай, Гондурас, Намибия и Польша. В 1998 году в состав активов Holsten вошла другая большая гамбургская пивоваренная компания Bavaria-St. Pauli-Brauerei.
Новый импульс развития Holsten получил в 2004 году, когда контрольный пакет акций компании сконцентрировал в своей собственности датский пивоваренный гигант Carlsberg Group. Новый владелец, который в конце 2000-х годов вышел на 4-е место по уровню доходов среди всех производителей пива в мире, уделил значительное внимание усилению позиций Holsten на международных рынках. Многочисленные дочерние предприятия Carlsberg Group во многих странах мира начали активно заниматься дистрибуцией пива этой торговой марки, а в ряде стран — и его производством на условиях лицензии.
Непосредственно на родине Holsten остаётся лидером пивного рынка Северной Германии, где его доля составляет 18 % от общих объёмов потребления пива. На общенациональном рынке эта торговая марка удерживает 9-ю позицию в рейтинге, имея рыночную долю в 3 % немецкого рынка.
В России пиво выпускалось ООО «САБМиллер РУС» (c 03.09.2012 г. — ЗАО «САБМиллер РУС»); по состоянию на октябрь 2012 г. — ОАО «Пивоваренная компания „Балтика“».
Компания «Хольстен» в первой половине 1990-х годов была партнёром (одним из главных спонсоров; при этом сотрудничество в полной мере не было реализовано) футбольного клуба «Торпедо» (Москва), который являлся официальным дистрибьютором компании в России и странах СНГ. Команда «Торпедо» играла в футболках с надписью «HOLSTEN». В 1980—1990-х годах компания также была титульным спонсором ряда английских клубов («Тоттенхэм Хотспур», «Ливерпуль», «Ньюкасл Юнайтед», «Челси» и другие), на форме которых размещалась эмблема бренда Holsten.

## Ассортимент пива
- Holsten Pilsener — светлое пиво, пильзнер с плотностью 11,2-11,8 % и содержанием алкоголя 4,5-4,8 % (в зависимости от страны производства). Самый популярный сорт торговой марки, производство которого налажено в нескольких странах мира;
- Holsten Edel — светлое пиво, пильзнер с содержанием алкоголя 4,9 %;
- Holsten Diät Pils — пильзнер с содержанием алкоголя 4,9 %, позиционирующийся в качестве диетического продукта;
- Holsten Export — светлое пиво сорта «экспорт» с содержанием алкоголя 5,4 %;
- Holsten Alkoholfrei — безалкогольное светлое пиво;
- Holsten Lemon — радлер на основе светлого пива и лимонада с содержанием алкоголя 2,5 %, также выпускался под коммерческим названием Holsten Cooler Lemon;
- Holsten Weiss — нефильтрованное, пшеничное пиво с содержанием алкоголя 4,8 %